# Ignotosaurus
Ignotosaurus là một chi khủng long, được R. N. Martinez Apaldetti Alcober Colombi Sereno Fernandez Santi Malnis Correa & Abelin mô tả khoa học năm 2013.